# Tremblement de terre à New York
Pour plus de détails, voir Fiche technique et Distribution.
Ne pas confondre avec la mini-série Aftershock : Tremblement de terre à New York, diffusée en 1999.
Tremblement de terre à New York (Earthquake in New York) est un téléfilm américain réalisé par Terry Ingram, et diffusé le 11 octobre 1998 sur Fox Family.

## Synopsis
Un tremblement de terre a eu lieu dans New York et des gens sont piégés dans l'incident et alors que les secours cherchent de les secourir.

## Fiche technique
- Titre original : Earthquake in New York
- Réalisation : Terry Ingram
- Scénario : Michael Sloan et D. Brent Mote
- Photographie : Barry Bergthorson
- Musique : Christophe Beck
- Société de production : Northquake Productions Inc.
- Durée : 94 minutes
- Pays :  États-Unis
- Genre : Catastrophe

## Distribution
- Greg Evigan : Détective John Rykker
- Cynthia Gibb : Laura Rekker
- Melissa Sue Anderson : Dr Mariyln Blake
- Michael Moriarty : Capitaine Paul Stenning
- Gotz Otto : Détective Eric Steadman
- Dylan Provencher : Andrew Rykker
- Michael Sarrazin : Dr Robert Trask
- Vanessa Lee Evigan (en) : Alexandria Fuller
- Catherine Disher : Mlle Clark
- Page Fletcher (en) : Mallik